# Borland-Grannis Company
Borland-Grannis Company war ein US-amerikanischer Hersteller von Automobilen.

## Unternehmensgeschichte
Bruce Borland übernahm im Januar 1912 die Ideal Electric Vehicle Company. U. B. Grannis war ebenfalls beteiligt. Der Sitz des Unternehmens war in Chicago in Illinois. Im gleichen Jahr begann die Produktion von Automobilen. Der Markenname lautete Borland. 1914 kam es zum Zusammenschluss mit der Argo Electric Vehicle Company und der Broc Electric Vehicle Company zur American Electric Vehicle Company mit Sitz in Saginaw in Michigan. Fahrzeuge mit dem bisherigen Markennamen entstanden dort noch bis 1916.

## Fahrzeuge
Im Angebot standen ausschließlich Elektroautos. Die Leistung der Elektromotoren ist nicht angegeben. 160 km Reichweite waren garantiert.
1912 gab es die Modelle CD und SD, wobei CD für Kettenantrieb und SD für Kardanantrieb stand. Kettenantrieb war teurer und wurde in den folgenden Jahren nicht mehr angeboten. Der Radstand betrug 234 cm. Einzige Karosserieform war ein Brougham.
1913 standen fünf Modelle im Sortiment. Das Model 45 war ein viersitziges Colonial Coupé mit 234 cm Radstand. Model 41 und Model 50 waren ebenfalls viersitzige Coupés, aber mit 236 cm Radstand. Das Model 52 war auf dem gleichen Radstand als zweisitziger Roadster karosseriert. Größtes Modell war das Model 60 mit 312 cm Radstand und karosseriert als Landaulet.
1914 gab es mit dem Model 50 ein Coupé und mit dem Model 52 einen Roadster, beide mit 234 cm Radstand. Das Model 60 war nun eine Limousine mit 312 cm Radstand.
Von 1915 bis 1916 wurde das Sortiment etwas verändert. Der Roadster hieß nun Model 56, während das Coupé weiter Model 50 genannt wurde. Beide hatten ein Fahrgestell mit 244 cm Radstand. Für die Limousine Model 60 sind nun ebenfalls 244 cm Radstand angegeben.

## Modellübersicht
| Jahr      | Modell   | Radstand (cm) | Aufbau                  |
| --------- | -------- | ------------- | ----------------------- |
| 1912      | CD       | 234           | Brougham                |
| 1912      | SD       | 234           | Brougham                |
| 1913      | Model 41 | 236           | Coupé 4-sitzig          |
| 1913      | Model 45 | 234           | Colonial Coupé 4-sitzig |
| 1913      | Model 50 | 236           | Coupé 4-sitzig          |
| 1913      | Model 52 | 236           | Roadster 2-sitzig       |
| 1913      | Model 60 | 312           | Landaulet               |
| 1914      | Model 50 | 234           | Coupé                   |
| 1914      | Model 52 | 234           | Roadster                |
| 1914      | Model 60 | 312           | Limousine               |
| 1915–1916 | Model 50 | 244           | Coupé                   |
| 1915–1916 | Model 56 | 244           | Roadster                |
| 1915–1916 | Model 60 | 244           | Limousine               |